# Markiza de Montehermoso (obraz Francisca Goi)
Markiza de Montehermoso – obraz olejny hiszpańskiego malarza Francisca Goi znajduje się w prywatnej kolekcji. Przedstawia około dziesięcioletnią dziewczynkę z arystokratycznej rodziny, Maríę Amalię de Aguirre y Acedo.

## Okoliczności powstania
María Amalia de Aguirre y Acedo księżna de Castro Terreño, hrabina de Echauz y del Vado i markiza de Montehermoso (1801–1876) pochodziła z Vitorii. Jej rodzice – markiz de Montehermoso i hrabina del Vado y de Echauz byli ludźmi Oświecenia, w czasie inwazji napoleońskiej sprzyjali Francuzom. W 1808 zasiadający na hiszpańskim tronie Józef Bonaparte był gościem w ich domu w Vitorii, gdzie miał rozpocząć kilkuletni romans z matką Marii Amalii. W 1811 w Paryżu zmarł jej ojciec, a matka wyjechała z Hiszpanii w 1813 razem z Józefem Bonapartem, gdy po klęsce Francuzów w bitwie pod Vitorią został zmuszony opuścić kraj. Kiedy do Hiszpanii powrócił Ferdynand VII Burbon, rozpoczął się okres czystek i prześladowań kolaborantów. Matka Marii Amalii nie mogła wrócić do Hiszpanii, odebrano jej także prawa rodzicielskie do nieletniej córki (patria potestas). W 1817 Marię Amalię wydano za mąż za hrabiego de Ezpeletę, arystokratę z obozu monarchistów i zwolennika Ferdynanda VII, jako rodzaj zemsty wobec liberalnych i profrancuskich rodziców.
Nie są znane okoliczności powstania portretu, jest datowany na ok. 1810 na podstawie szacowanego wieku dziewczynki. Markiz de Montehermoso cenił Goyę, w 1801 złożył u niego zamówienie na obraz alegoryczny, które jednak nie doszło do skutku. Prawdopodobnie przy innej okazji zamówił obraz córki.
W hiszpańskim malarstwie epoki rzadko wykonywano portrety dziecięce. Ponadto obowiązywały sztywne konwencje – dzieci przedstawiano niczym pozbawione emocji lalki oraz pomniejszone wersje dorosłych. Ten gatunek zaczął się rozwijać w okresie Oświecenia, kiedy zauważono w dziecku własną indywidualność. Goya był ważnym eksponentem portretu dziecięcego, przedstawiał dzieci w bardziej naturalny sposób.

## Opis obrazu
Przedstawiona na obrazie María Amalia ma około dziesięciu lat. Została przedstawiona w całej postaci, w pozycji stojącej i w centrum kompozycji. Ma na sobie sięgającą do kostek, półprzezroczystą białą sukienkę z gazy z wysokim stanem, według obowiązującej wśród dorosłych arystokratek mody. Delikatnie trzyma rąbek sukni w lewej ręce, a w prawej bukiet lilii, symbol czystości i dziewictwa. Nosi baletki, co sugeruje, że uczy się poruszać z gracją. Jej włosy są zebrane z tyłu w prosty sposób, odsłaniając różową twarz, na której rysuje się nuta melancholii. Tło nie jest tu neutralne, jak w większości portretów Goi. Widać krzewy w zielonkawych odcieniach, przechodzących od najciemniejszego do najjaśniejszego, wzmagające harmonię i świetlistość kompozycji. Pociągnięcia pędzlem są szybkie i precyzyjne, paleta barw ograniczona do cienistych zieleni i świetlistej bieli.
Jest to portret dziecka u progu dojrzewania, podkreślający pozycję, którą dziewczynka w przyszłości zajmie w społeczeństwie jako dama i arystokratka. Zdaniem Manueli Meny portret Marii Amalii jest pierwszym dziełem, w którym dostrzega się zmianę stylu Goi w kierunku preromantyzmu.

## Proweniencja
Obraz należał do różnych kolekcji prywatnych: M. M. Boussod y Valadon w Paryżu; M. Heilbuth W Berlinie; markizy de Ganay w Paryżu w latach 1909–1922; Galerie Georges Petit; M. Bemberg w Paryżu do 2001, obecnie również znajduje się w kolekcji prywatnej.